# دنیای سوفی
دنیای سوفی (به نروژی: Sofies verden)، یک رمان فلسفی اثر یوستین گردر نویسنده نروژی است که چاپ اوّل آن در سال ۱۹۹۱ میلادی در نروژ منتشر شد. این اثر داستانی است که تاریخ فلسفه را به زبان ساده برای نوجوانان تشریح می‌کند و تا کنون به ۵۹ زبان برگردانده شده و علاوه بر نوجوانان، توجه بزرگ‌سالان را هم به‌خود جلب کرده‌است. از روی کتاب دنیای سوفی یک فیلم و یک بازی رایانه‌ای، هر دو به همین نام، ساخته شده‌است.
این کتاب را نخستین بار حسن کامشاد به فارسی ترجمه و در سال ۱۳۷۵ توسط انتشارات نیلوفر چاپ کرد. این ترجمه در سال ۱۴۰۲ به چاپ سی و یکم رسید. همچنین تا کنون ۱۰ ترجمهٔ فارسی دیگر نیز از این کتاب منتشر شده است.

## نویسنده
یوستین گردر در رشتهٔ فلسفه، الهیات و ادبیات از دانشگاه اسلو فارغ‌التحصیل شد و سپس به مدّت ده‌سال به‌تدریس «تاریخ عقاید» در دبیرستان‌ها پرداخت و پیوسته در فکر متن فلسفی ساده‌ای بود که به درد شاگردان جوانش بخورد و چون متن مناسبی نیافت نهایتاً کتاب دنیای سوفی را در سال ۱۹۹۱ نوشت. این کتاب با استقبال بسیاری روبه‌رو شد و تاکنون به ۵۹ زبان دنیا ترجمه شده‌است و بیش از ۴۰ میلیون نسخه از آن در سراسر جهان به فروش رفته‌است.

## داستان
این کتاب در مورد دختری به نام سوفی است که در آستانه پانزده سالگی نامه‌های جالب و نوارهای ویدئویی از شخصی به نام آلبرتو ناکس دریافت می‌کند. در آن‌ها سؤالات جالبی مطرح می‌شود مانند "جهان چگونه پدید آمده‌است؟" سوالی که آغازگر راه آموزش تاریخ فلسفه است. این نامه‌ها در ابتدا مطالبی در خصوص یونان باستان، سقراط و سؤالات اساسی زندگی بشر را عنوان می‌کند. پس از دریافت چند نامه سوفی و آلبرتو یکدیگر را ملاقات می‌کنند.
موضوع صحبت‌های آن‌ها بیشتر فلاسفهٔ یونان باستان، امپراتوری روم، قرون وسطی، رنسانس، عصر روشنگری، انقلاب‌های بزرگ و مسائل امروز بشری است. کتاب به شکلی جذاب سعی می‌کند در ضمن داستان، تاریخ فلسفه را به‌صورت طبقه‌بندی‌شده به خواننده آموزش دهد. همچنین در داستان اتفاقاتی می‌افتد که خواننده تشویق می‌شود به خواندن رمان ادامه دهد.